# غافين لونغ
غافين لونغ (بالإنجليزية: Gavin Long)‏ هو صحفي ومؤرخ أسترالي، ولد في 31 مايو 1901 في Foster, Victoria ‏ في أستراليا، وتوفي في 10 أكتوبر 1968 في كانبرا في أستراليا بسبب سرطان الرئة.